# Draba setosa
Draba setosa är en korsblommig växtart som beskrevs av John Forbes Royle. Draba setosa ingår i släktet drabor, och familjen korsblommiga växter. Inga underarter finns listade i Catalogue of Life.